# Barrio de Puntales
Barrio de Puntales situado en la parte sur de Cádiz, es uno de los barrios más antiguos de la zona de extramuros. En él se encuentran el Castillo de San Lorenzo del Puntal (que tuvo gran importancia en la Guerra de la Independencia, 1808-1814), Base Naval de Puntales perteneciente al Ministerio de Defensa y los Pilones de Cádiz, torre eléctrica que es uno de los símbolos de la ciudad. El nombre del barrio procede de los puntales que había que instalar para sostener las casas de nueva construcción, al levantarse en terreno muy arenoso.
En 2021 el barrio contaba con 1927 habitantes.

## Ubicación
El barrio se encuentra situado a unos 3,4 km del Centro histórico de la ciudad, cuya conexiones en transporte público son la Línea 2 y Línea 3 de autobús y se encuentra a 900 metros de la estación de tren más cercana. La zona donde se ubica el barrio es una lengua de tierra, que sobresale de la isla principal. Además se encuentra cercano a los dos Puentes de la Bahía, a 2,2 km del Puente de la Constitución de 1812 y 3,3 km del Puente Carranza.El 26 de octubre de 2022, se inauguró el Tren tranvía de la Bahía de Cádiz que une Cádiz con Chiclana, por lo que la parada más cercana es la misma que la estación de cercanías, Estación- Renfe Estadio que está aproximadamente a 900 metros.

## Historia

### SigloXVI
Se tiene constancia de los primeros asentamientos en 1562, con la construcción del castillo se instalaron viviendas y huertas de los militares para vigilar la obra. En años posteriores, se hace constancia de la construcción del Fuerte San Lorenzo haya por 1588, que se construyó una pequeña fortaleza con un Torreón. Cádiz sufrió un saqueo anglo-holandés en 1596, el cual el castillo solo fue testigo de ese saqueo. El barrio en sí como parte de la ciudad, no existía en este siglo, sólo asentamientos relacionados con la actividad militar que se daba en el castillo, ya que esta zona se relacionaba con las afueras de la ciudad, aún sin urbanizar.

### SigloXVII
La zona de El puntal antiguamente conocida era una parte de la ciudad, que por su posición estratégica era muy importante para el control de barcos y mercancías que entraban y salían de la Bahía de Cádiz. En este siglo el muelle de Puntales era muy importante y tenía gran relevancia por ser uno de los puertos, con La Carraca en San Fernando donde era entrada y salida de barcos procedentes de la bahía, desde Puerto Real. Durante ese siglo se hicieron varias rehabilitaciones al Castillo de San Lorenzo, siendo un referente en esa zona de la bahía, junto al Castillo de Matagorda. En 1624 se sufrió otro asedio anglo-holandés, en el que el Castillo resistió muy bien y fue claro ejemplo de defensa de la ciudad.

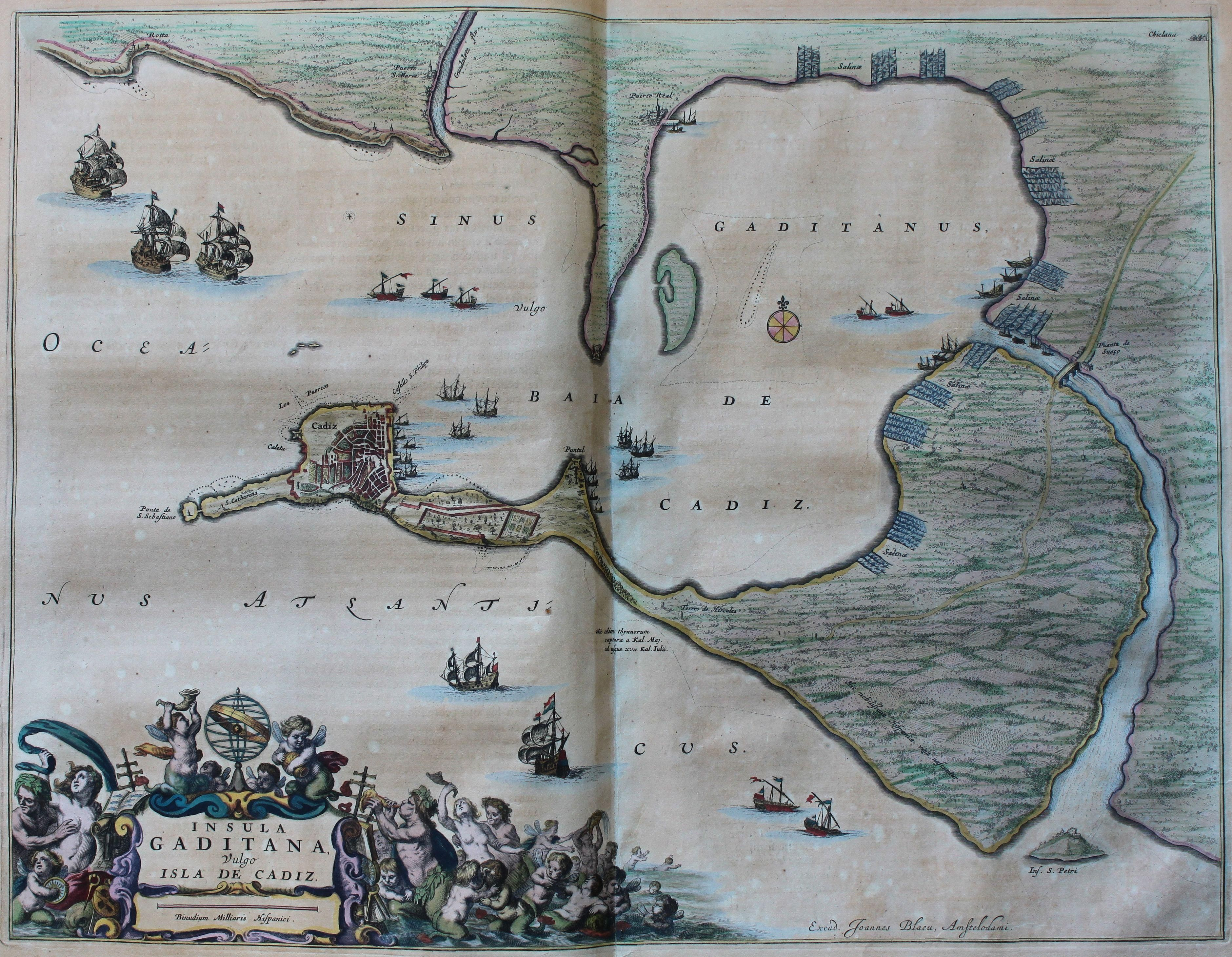
Panorámica de la Bahía de Cádiz en 1659.

### SigloXVIII
El muelle de Puntales tomó relevancia y en la ciudad con la entrada de grandes barcos con mercancías que hacía que la zona del Puntal, cada vez fuera más importante y cuando se trasladó la Casa de Contratación de Sevilla a Cádiz en este siglo, también sufrió un gran impulso la economía de la zona. A su vez el Castillo se seguía renovando y mejorando sus recursos e infraestructuras para prepararse ante cualquier asedio enemigo.

### SigloXIX
El castillo durante la Guerra de la Independencia (1808-1814) contra los franceses fue clave para la defensa de la ciudad contra el asedio y el avance de las tropas para conquistar la ciudad. El castillo tuvo una gran función defendiendo los flancos por el mar y con el fuerte de Matagorda, pararon el avance del enemigo hacia el centro de la ciudad, donde se ubicaba Las Cortes del país. En marzo de 1812, se creó la primera constitución española y a partir de ese año las tropas se empezaron a retirar y los españoles a ganar más terreno. En 1863 al castillo se le hace una gran rehabilitación debido al estado que quedó después del asedio francés otorgándole su estado actual. Por destacar el desarrollo que iba teniendo la zona, se ve que en el mismo año, se funde  La campana de San José de la Catedral de Santa Cruz en la Fundición Vacante del Señor Arbolí por Thomas Haynes.

### SigloXX
A principios de siglo, en 1904 se construyó un muelle por Viniegra y Valdés, con estructura de hierro y madera con un ferrocarril que se unía con La Cabezuela. No fue hasta 1920, cuando entró en funcionamiento. En los años 50, la ciudad comenzó a expandirse más allá de Puertas de Tierras para así crecer demográfica y así la economía de la ciudad. Se crearon barrios nuevos como Barriada de la Paz, con un expansión de tierra considerable, o Loreto, cuyo barrio se hizo para acoger a los obreros que trabajaban en las fábricas colindantes. En 1923, por Real Orden de Alfonso XIII, fue transferida la responsabilidad, del Fuerte y las proximidades, del Ejército de Tierra a la Armada, y pasó a ser utilizado como Estación de Torpedos y Base de lanchas rápidas, hasta finales de los años 50 en que pasó a ser la sede del Mando Anfibio de la Flota bajo la denominación de Centro de Apoyo Anfibio y posteriormente la de Base Naval de Puntales. En los 60 y 70 se construye el actual barrio con edificaciones de tipo bloque alrededor de una plaza, manteniendo un plano ortogonal con edificaciones bajas de al menos 3 plantas como máximo. También se destaca la construcción de calles y la llegadas de líneas de autobuses que hacían conectar el barrio con el centro de la ciudad. La zona del Puntales, en sus alrededores se empezaron a crear fábricas como la Central termoeléctrica de la ciudad o los Terrenos de la Aeronáutica entre algunas más, y eso hizo que el barrio estuviera bastante incomunicado con el resto de la ciudad. Por otro lado en 1955 se construyeron La Torre de Tendido Eléctrico de Puntales, que tenía la función de transportar electricidad desde la central eléctrica hasta Puerto Real. Con el paso del las décadas y ya finales de siglo el barrio se desarrolló urbanísticamente con infraestructuras y servicios esenciales como el Colegio Nuestra Señora de Lourdes (1956), otro colegio como el antiguo colegio José León Ramón de Carranza (IPFA). También la creación de identidades como el Club Náutico Alcázar o La Asociación de Vecinos del Fuerte de San Lorenzo (1969). Tuvo una gran relevancia el Taller de Vilela, situado enfrente de la base naval, en la parte de la bahía, la cual se hacía reparaciones de pequeños y mediano barcos y daba empleo a los vecinos, estuvo operativo desde 1951 hasta el 2001.
Por el aislamiento que tenía Puntales surgió la iniciativa vecinal, que es muy importante durante este periodo, con la realización de actuaciones de mejora para el barrio o la inclusión de los vecinos en las actividades como las Fiestas del Barrio o participación de la iglesia (Parroquia Nuestra Señora de Lourdes) en las manifestaciones religiosas que se celebran. En 1980 se crea la Peña Joaquín Caballero, la cual fue importante a la hora de desarrollo de actividades, como la primera cabalgata de reyes de magos de Puntales.

### SigloXXI
El barrio experimentó un gran mejora con la entrada de este siglo, con grandes promociones de viviendas y la creación y extensión del Paseo Marítimo de la Bahía, hasta la Base Naval. Destaca la construcción de una gran superficie de supermercados (Mercadona) en 2008 y la sede de los Confederación de Empresarios de la Provincia de Cádiz, y se ha planteados la construcción de un nuevo hospital en los antiguos terrenos de CAMPSA. En 2010, se crea la Fiesta de los Cañonazos en relación con el Bicentenario de Las Cortes de 1812, eso hace que se le da un gran impulso económico al barrio durante la celebración de este evento, que recibe miles de visitantes. En la actualidad sigue en continuo estado de mejora como la promoción de nuevas viviendas en la zona del paseo marítimo de la bahía o la extensión e algunas calles para conectar el barrio con el paseo. A nivel comercial, debido a la situación de mercado, cada vez hay menos comercios en la zona, que se encuentran en su mayoría alrededor de la plaza central. Por otro lado se construyó el Centro de Promoción Ciudadana del Puntal, a principios de siglo, que tenía la función de dinamizar la zona y servir a la sociedad, como servicios de biblioteca, sala de exposiciones o salas de estudio. Se destaca la realización de actividades de las diferentes organizaciones que militan ahí como la Asociación de Vecinos Fuerte de San Lorenzo, la Unión Deportiva Gaditana o la Asociación Flamenca Cultural Carmen Guerrero. Se construyó un Nuevo Club Alcázar que diera mayor capacidad y sirviera de centro de ocio-cultural, como así la construcción del Complejo de Manuel Irigoyen.
Por otra parte, desde las autoridades públicas se ha conseguido un fondo europeo (EDUSI) para revalorizar el barrio, entre ellos la mejoras del Parque de El campillo o la creación de una pasarela en la bahía. También varios proyectos de rehabilitación del barrio desarrollado por el Grado de Arquitectura de la Universidad de Sevilla. A finales de 2020, sale en adjudicación por parte del Ayuntamiento de Cádiz, las obras del retranqueo del cerramiento lateral de la Estación Naval de Puntales, así como de la reurbanización de la calle Bajeles y de la plaza Sor Adoración que permitirá mejorar sus zonas comunes, sus espacios públicos.

## Urbanismo
En la trama urbana se tiene constancia de su construcción por los años 60 y 70, en pleno crecimiento urbano de la ciudad. Con eso también con la implantación de la Zona Franca en 1933, se creó varias fábricas alrededor del núcleo poblacional del barrio, impidiendo que este se desarrolle más y teniendo varios problemas de pobreza y delincuencia. La construcción de los edificios fue de planta baja y de forma de manzanas tenido en su mayoría patios grandes para mejorar la entrada de luz, en su mayoría tiene un máximo de 3 plantas y viviendas pequeñas.

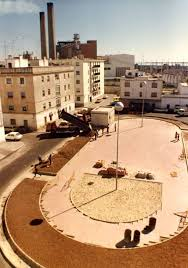
Plaza de San Lorenzo del Puntal a principios de los 80, durante su remodelación.

Estos edificios se diseñaron para los alojamientos de obreros que trabajaban en la fábricas de los alrededores, por lo tanto tiene estas características. A finales de siglo, se comenzó a desmantelar la fábricas, ya que la ciudad experimentaba cambios en su economía y los vecinos que lucharon para que el barrio estuviera libre de fábricas, sabiendo lo que eso conlleva como ruidos, contaminación y abandono de las administraciones públicas.
En los años 2000, el barrio se abrió hacia la ciudad, haciendo así que formar parte del entramado urbano y de la obtención de servicios públicos para el desarrollo normal de la vida en el barrio, así como edificios de nueva planta por la parte del El Campillo que son de VPO o la demolición de las antiguas casa bajas del barrio para construir nuevos bloque de pisos. También algo que cambió la fisonomía del barrio fue la extensión del Paseo Marítimo de la Bahía, que dio lugar a un nuevo espacio y aprovechamiento del entorno con la promoción de viviendas y de parques.
En el futuro con la construcción del nuevo hospital y demás equipamientos que se tiene en desarrollo, el barrio podrá ser un referente a nivel residencial, por la nueva construcción de viviendas para personas con un mayor nivel adquisitivo, podrá transforma el barrio. También con la creación de una playa, que ya era existente pero con el ensanche de tierra de la bahía se perdió, le dará más importancia al barrio añadiendo una sexta playa más a la capital, que podrá ser visitada por turistas y vecinos. En septiembre de 2020, se procesa la demolición de las últimas casitas bajas de Puntales para la construcción de una promoción de viviendas más avanzadas y adaptado a los nuevos tiempos, cuya empresa constructora es la misma que hizo el edificio de lujo Torre d’Arenas, con doce plantas, situado en la glorieta de la Zona Franca. En 2022, ya explicado en el anterior apartado, la promoción privada se está haciendo hueco en la zona, cambiando la fisionomía del barrio con edificios sostenibles y modernos, y también con espacios públicos equipados con materiales modernos y la integración de la conocida de la “Smart City”, con la aplicación de luminaria led inteligente, colocadas en el parque situado entre la Avendia de la Ilustración y la Calle Juan de la Cierva.En 2020, el barrio contaba con 2455 m2 de zonas verdes, escasa debido a la falta de suelo en la ciudad y también su estado de conservación en aceptable, destacando la plaza de San Lorenzo que se realizó en los años 50.

## Patrimonio
A diferencia de otros barrios de extramuros, este barrio cuenta con algunos elementos arquitectónico que se puede considera como patrimonio, y los cuales apenas tiene un conocimiento generalizado de en la ciudad y apenas son visitables.
- Castillo de San Lorenzo del Puntal, conocido también como Castillo de Puntales, era junto con el de San Luis y el de Matagorda, parte del complejo sistema defensivo instalado en la ciudad de Cádiz, en España, durante la Guerra de la Independencia, para controlar la entrada a la Bahía. Se encuentra en la plaza de San Lorenzo del Puntal en el barrio del mismo nombre, el Barrio de Puntales. Situado en una punta de tierra que estrecha el acceso al interior de la bahía gaditana, su origen se remonta al siglo XVI, y por tanto es considerado uno de los castillos más antiguos de los que se construyeron en Cádiz. Está considerado como Bien Interés Cultural (BIC).
- Torre de Tendido Eléctrico de Puntales: son dos torres de alta tensión eléctrica, construida en 1957 situadas a ambos lados de la embocadura de la bahía interior de Cádiz, que permiten el tendido de cables de conducción eléctrica desde la antigua central térmica hasta la red general peninsular. Están diseñados para dos circuitos por el italiano Alberto Toscano y tienen una construcción muy poco convencional. La torre de Puntales mide 154,14 m de altura y forma parte del Skyline de la ciudad. Está considerado como Bien Interés Cultural (BIC).

## Fiestas y tradiciones
El barrio desde hace siglos tiene un gran tradición marinera, debido a su cercanía con el mar y también una tradición militar por su castillo y las batallas que se han luchado en el y por la base naval que se encuentra. Por otro lado se destacan los eventos celebrados por los vecinos de índole cultural o religioso.
- Fiestas de los cañonazos: este evento se empezó a celebrar en 2010, por la conmemoración de la entrada de los franceses a España y la defensa del Fuerte de San Lorenzo por ciudadanos voluntarios y soldados. Durante aproximadamente una semana se hacen actos en el Fuerte, como recreaciones históricas, conmemorando ese momento de la historia. También en colaboración de la Asociación de Vecinos de Puntales con Comerciantes de Cádiz o el Castillete de Puntales, cuya organización se dedica a la recreaciones históricas relacionada con el asedio francés. Po otro lado, se celebran estas fiestas con un tablao en la plazoleta central con charangas y actuaciones, y la colocación de cacharros de feria para animar la fiesta y atraer más visitantes. En los últimos años se ha consolidado bastante en la verano gaditano, siendo un evento más en la ciudad, el cual tiene bastante relevancia.[14]
- Fiestas del Barrio: antes de la creación de la Fiesta de los Cañonazos, existían las fiestas del barrio. Desde los años 70 en Puntales se viene haciendo todos los veranos, sobre todo para animar a los vecinos del barrio a participar y revalorizar la economía del mismo. Se realizaba en El Campillo y se hacían actuaciones de Carnaval y bailes, acompañados con pequeños cacharros para niños.Fiesta de los Cañonazos

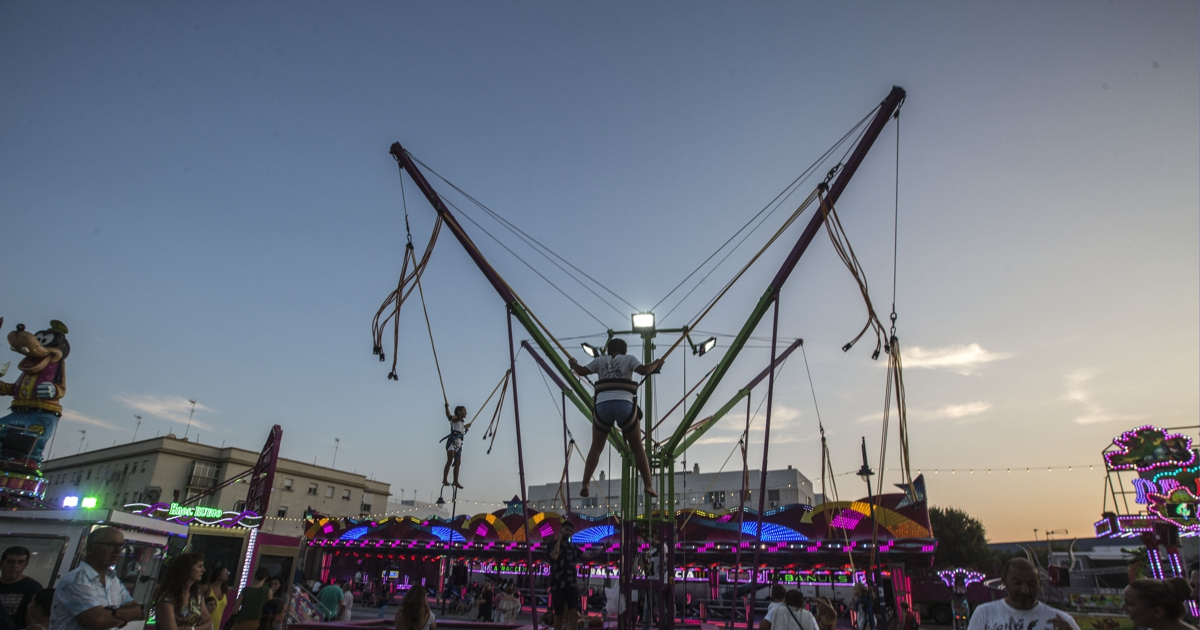
Fiesta de los Cañonazos

- Procesión de la Virgen del Carmen: En los últimas décadas se lleva en procesión a una pequeña virgen del Carmen, patrona de los marineros cuyo barrio tiene una gran influencia de marineros. Desde el Club Alcázar, donde se encuentra la Virgen, sale en procesión por el barrio y después se monta en una barcaza y da una vuelta por la Bahía, siendo un evento bastante esperados por los gaditanos de la zona.[15]
- Procesión de la Cruz de Mayo: este evento desde 2011 se celebra en el barrio como la procesión típicas de Cruces de Mayo, la cual en los últimos años ha mejorado bastante, ampliándose su recorrido a varios barrios de la zona y en colaboración de varias organizaciones comerciales y vecinales.[16] El 21 de mayo de 2022, con el motivo del décimo aniversario de salida de la primera cruz, se realizó unos de los recorridos más largo que un desfile procesional ha hecho en Cádiz, saliendo desde la Asociación de Vecinos San Lorenzo del Puntal hasta el Baluarte de la Candelaria, casi alrededor de 7 km.[17]
- Quema de Juanillos: en los últimos años desde varias organizaciones vecinales se hace este popular evento del verano en Cádiz, consiste en hacer recreaciones irónicas de la realidad y después quemar los malos augurios para recibir bien el verano. En Puntales ha cogido fuerza esté eventos, quemándose hasta dos juanillos en el último año.[18]
- Cabalgata de los Reyes Magos: desde 1965,entre la Peña Joaquín Caballero y La Asociación Fuerte de San Lorenzo fueron los organizadores pioneros de esta fiesta.[19] Se realiza una cabalgata a principios de enero para recibir a los Reyes Magos de Oriente. Durante un día entero se hace varias actividades con los Reyes Magos como repartir regalos a los más desfavorecidos del barrio, asistir a una misa en la iglesia del barrio y por último hacer cabalgata por las calles para repartir caramelos y algunos peluches. Por último se hace la entrega de regalos a los pequeños vecinos en la parada de autobús.[20]

También en estos últimos años se realizado eventos muy importante como la llegada de la Virgen del Rosario a Puntales en 2017 con el motivo del 150 aniversario o la celebración por parte de la iglesia o el Colegio Nuestra Señora de Lourdes de un Vía Crucis en el mes marzo o la celebración de día del Padre Usera en abril. Por otro lado cada verano desde el ayuntamiento de Cádiz pone un tablao flamenco en la plaza de San Lorenzo.

## Análisis socioeconómico del Barrio[23]
En mayo de 2002 se hizo un estudio para obtener información sobre la zona para describir la situación del barrio y orientar sobre futuras acciones para mejorar el barrio, se hizo cargo la Asociación de Vecinos junto a la Universidad de Cádiz y el Instituto de Formación Interdisciplinar. A continuación se va a exponer las conclusiones de dicho plan, lo cual es una información muy importante para entender la situación del barrio en ese momento y dar una idea de las necesidades que tiene esta zona de la ciudad:
- Niveles de estudios con más relevantes son los Estudio sin Graduado Escolar y B.U.P. o F.P.
- El 75 % de la Población empezó a trabajar entre los 16 y 20 años. Este dato incluye a una mayoría de personas mayores de 65 Años.
- La Tasa de Paro se coloca en un 29,83 %, que incluye las personas que buscan activamente trabajo y la economía sumergida.
- Más de un tercio de la población lleva trabajando más de 10 años.
- La composición familiar más predominante es la de cuatro o cinco miembros.
- Más del 50 % de las familias tienen tres o cuatro hijos.
- La Renta media del barrio oscila entre los 7200-18.030€, anuales.
- Más de 50 % no poseen vivienda propia y prácticamente la totalidad de las familias no poseen segunda vivienda.
- El 62 % de la población se dedica al sector servicios y el 18 % a la industria.

Por último, esta situación en la actualidad ha cambiado bastante como ya se lleva explicando, con la integración de nuevos habitantes con nuevas necesidades y rentas más superiores como la equitación de servicios para la mejora sustancial del barrio.
En el año 2020, la renta media neta por persona, era 10.060,91€ en el barrio, ha aumentado en los últimos años por la nuevas promociones privadas de vivienda, que hace que venga un perfil habitante con rentas más altas, también en comparación con otras parte de la ciudad es de unas de la rentas más baja de la misma, estando por debajo de la media del municipio (12.996€) y teniendo una gran diferencia con los distritos más ricos, como Bahía Blanca (24.400€), casi igualando la renta por hogar del barrio, que se especifica a continuación. La renta media neta por hogar en el barrio es 27.044,06€; es una renta baja en comparación de la media del municipio gaditano (32.464€) en comparación con otros barrios de la ciudad, que sería hasta el doble de renta por hogar, Bahía Blanca (68.045€) aunque por debajo de ese umbral, encontramos zonas como El Cerro de moro (21.620€), El barrio de la Viña(21.051€) o barrio de Santa María (20.421€).
También se sabe porcentaje de población con ingresos por unidad de consumo menor de 7500 euros es de 16,45, lo cual se encuentra en la parte baja de esta clasificación en el municipio, destacando en este punto Bahía Blanca( 2.42) y en la parte opuesta al cerro del Moro (22.42)
Por último el índice de Gini, que mide la desigualdad de ingresos en la población. Si el valor se acerca a 0 es que hay igualdad de ingresos, y si se acerca a 1 es que hay una gran desigualdad de ingresos, a partir de 0.40 es preocupante. En este caso el valor del barrio es 0.29 siendo cercano de la media de la ciudad (0.31)

## Puntales en la Cultura y en el Movimiento Vecinal
En la cultura, como en la música, el barrio aporta su granito de arena, aunque no se comparable con otros lugares de la ciudad como son el barrio de Santa María o La Viña, pero aun así es considerable a destacar los siguientes personas:
- Eduardo Guerrero:[25] empezó a bailar cuando tan sólo tenía seis años en la escuela de Carmen Guerrero. Allí construyó los cimientos de su danza para pasar después a su desarrollo en profundidad, junto a maestros de la talla de Mario Maya, Antonio Canales, Manolo Marín, entre otros. En la actualidad en unos de los mejores bailadores de Flamenco que existen, ganado varios premios importantes.
- José Luis Ballesteros Castro (el Love):[26] chirigotero del Carnaval de Cádiz y autor reconocidos en Chirigotas ganando varios primeros premios como Los Puretas del Caribe (2012) o Los Juancojones (1998). En 1986, con la Chirigota Las Momias De Güete Pa Gua Los Niños compuso un pasodoble dedicado al barrio y que es muy famoso en el Carnaval- https://www.youtube.com/watch?v=C3KPJj4guAA
- Manolo Carrasco: compositor y pianista de Cádiz, que le dedicó una canción a este barrio -Puntales (Rumba) - YouTube
- José Manuel Hesle: dirigente vecinal muy importante en los años 90 y que ayudó a la transformación del barrio, el cual estaba aislado y apenas con servicios básicos.[27] Es reconocido por diferentes colectivos y administraciones de la ciudad por su labor, por lo que en octubre de 2018, se realizó una placa conmemorativa por su carrera profesional y dedicación al barrio y la parte del pase marítimo de la bahía que está por Puntales, se llamase con su nombre.[28]
- Pilar García Gutiérrez: primera mujer dirigente vecinal de la Asociación de Vecinos y cuya acciones como el desarrollo cultural y económico del barrio con actividades y eventos de calidad. En 2020, fue elegida como la primera mujer dirigente de la Federación 5 de abril “Vecinos de Cádiz”[29] con un programa ambicioso para cubrir y mejorar las necesidades y oportunidades de los vecinos de la ciudad.
- Antonio Bermúdez Amarillo: Fue jugador del Cádiz desde los años 1979 hasta 1988 y militó en primera división varias temporadas marcando hasta 24 goles con la elástica amarilla, viviendo la época más gloriosa del club.[30]
- Josefa Flores González: conocida como Marisol, su vínculo con Puntales es la grabación de un videoclip en la torre eléctrica de alta tensión con una temática futurista y que se cantaba el poropompero chino[31] https://www.youtube.com/watch?v=a8T7zYMmSSY&feature=emb_title-Porompompero 2001 (1972).
- Película "El Amor Brujo"(1967): esta película rodada en Cádiz, una parte de la película se rodó en la Playa de Puntales en 1967, enfrente del taller Vilela[32]
- Manolo Cornejo: integrante y después director de la Chirigota del Love, el cual se le conoce como “Don Adolfo”, personaje muy famoso en la agrupación Una chirigota con clase (1996), por lo que se dio a conocer a este individuo. En agosto de 2019, se homenajeo por su trayectoria carnavalesca en el barrio de Puntales, al ya fallecido, y que tiene una placa en su honor en la calle donde nació.[33] https://www.youtube.com/watch?v=shBjJL-5g3s.

## Puntales en el Futuro
En este apartado se va enumerar las diferentes actuaciones futuras que se llevaran a cabo para la mejora sustancial a nivel de infraestructuras, como actuaciones a nivel social, económico e incluso a nivel turístico. Todo esto e la mano de administraciones públicas y privadas, como la colaboración de agrupaciones vecinales del barrio.
En el año 2021, la promoción de viviendas de ámbito privado ha aumentado con la construcción de dos nuevas viviendas en el entrono del paseo marítimo de la bahía de Cádiz, haciendo así cambiar la fisionomía del barrio y añadir población nueva y joven. Por otro lado, se están interesando nuevos inversores en el barrio al ver una oportunidad de vivienda en la ciudad, ya de por sí con una gran ausencia de suelo para construir nuevas viviendas. Con esto se quiere dar una oportunidad histórica a un barrio siempre algo abandonado y apartado de la ciudad y mirar al futuro desde otra perspectiva, parte de esta conclusión está recogida en este artículo, en el que una persona importante de una empresa que se dedica a fortalecer espacios de la capital, dice “Tradicionalmente, Puntales ha sido un barrio de pescadores y trabajadores y que erróneamente ha tenido una connotación negativa dentro de la superficie gaditana” a lo que añadió “a mirar con nuevos ojos al barrio de Puntales. Evidentemente, nosotros entramos a invertir en el proyecto, porque Puntales lo tiene todo para convertirse en una gran zona residencial”.

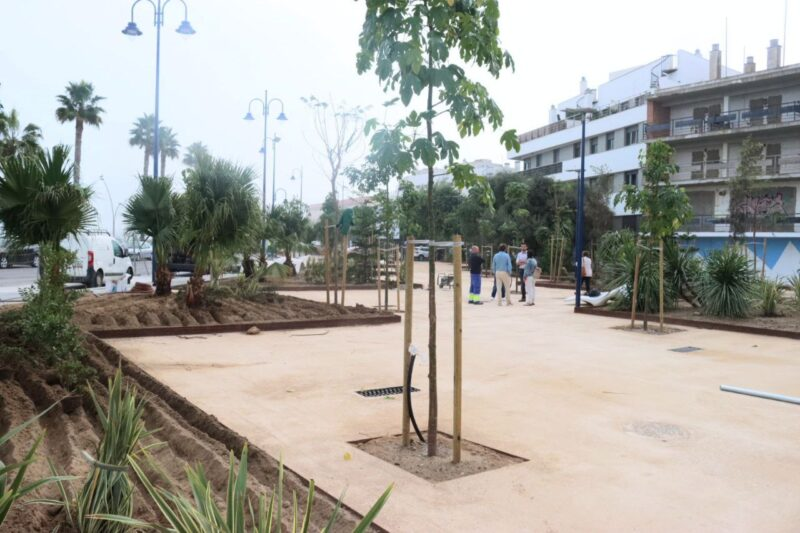
Parque, que está en el Paseo Marítimo de José Manuel Hesle.

A nivel publico, se destaca la nueva Pasarela de Puntales que le daría un paseo que se adentraría unos 250 metros hacia el interior de la bahía y será un nuevo aliciente para la zona. Por otro lado el retranqueo del cerramiento lateral de la estación naval de Puntales, que hará como una circunvalación por todo el barrio para así mejorar la accesibilidad al mismo. Por último, en abril de 2021 se inauguró el nuevo carril bici que transcurre desde la bahía hasta la Avenida de Ronda de Vigilancia.
Con la Pandemia de COVID-19, con sus consecuencia crisis económica, en el barrio se ha endurecido los problemas ya existentes como el paro o la falta de oportunidades, dando así un nuevo paradigma para mejorar las prestaciones mediante fondos como las EDUSI o como los fondos europeos de recuperación  (NextGeneration) que la Unión Europea ha concedido a España en 2020 por la crisis sanitaria. Se abre un panorama diferente para crecer como barrio y así crecer como ciudad en si, impulsando sectores como el turismo o el comercio.
En mayo de 2021, el nuevo hospital proyectado en los antiguos terrenos de CASA, será incluido en los fondos europeos NextGeneration mencionado anteriormente, lo que hará que se pueda avanzar en el proyecto que es necesario para la ciudad y que impulsara económicamente la zona, con la adecuación de los depósitos de tabacos y dinamizar los barrios de Loreto, El cerro del moro, Barriada de la Paz y Puntales. En 2022, se sigue con el proceso de transformación del barrio, con la nueva promoción de viviendas en la calle explanada, realizada por el Grupo Q, cuyo bloque de pisos se llama “El puntal de la bahía”. También en la Calle Ancora se encuentra ya a punto de finalizar un grupo de viviendas de diseño, sostenible y con primeras calidades, según los dirigentes de la empresa constructora. Por otro lado a finales de 2021, se comenzó el proyecto de remodelación y urbanización de la calle Bajeles, que concluirá en 2023, cuya obra se considera importante para mejorar la conectividad del barrio con la ciudad.